# Mesomys
Mesomys is een geslacht van zoogdieren uit de familie van de stekelratten (Echimyidae). De wetenschappelijke naam van het geslacht werd in 1845 gepubliceerd door Johann Andreas Wagner.

## Soorten
Er worden 4 soorten in dit geslacht geplaatst:
- Mesomys hispidus (Desmarest, 1817)
- Mesomys leniceps O. Thomas & St. Leger, 1926
- Mesomys occultus Patton, M. N. F. Silva, & Malcolm, 2000
- Mesomys stimulax O. Thomas, 1911